# Eleições gerais no Brasil em 1970
Em 15 de novembro de 1970 (domingo) foram eleitos os 356 membros do Congresso Nacional do Brasil. Estavam em jogo dois terços do Senado Federal e todos os assentos da Câmara dos Deputados.

 Foi a segunda eleição legislativa realizada pelo Regime Militar de 1964 e a única ocorrida no governo Emílio Garrastazu Médici.

## Governadores escolhidos em 1970
| Estado | Estado              | Sigla | Governadores de 1970                             | Partido | Vice-governador                                 | Detalhes |
| ------ | ------------------- | ----- | ------------------------------------------------ | ------- | ----------------------------------------------- | -------- |
|        | Acre                | AC    | Wanderley Dantas                                 | ARENA   | Alberto Costa                                   | AC 1970  |
|        | Alagoas             | AL    | Afrânio Lages                                    | ARENA   | José Tavares                                    | AL 1970  |
|        | Amazonas            | AM    | João Walter de Andrade                           | ARENA   | Deoclides Leal                                  | AM 1970  |
|        | Bahia               | BA    | Antônio Carlos Magalhães                         | ARENA   | Menandro Minahim                                | BA 1970  |
|        | Ceará               | CE    | César Cals                                       | ARENA   | Humberto Bezerra                                | CE 1970  |
|        | Espírito Santo      | ES    | Artur Gerhardt                                   | ARENA   | Henrique Pretti                                 | ES 1970  |
|        | Goiás               | GO    | Leonino Caiado                                   | ARENA   | Ursulino Leão                                   | GO 1970  |
|        | Guanabara           | GB    | Chagas Freitas                                   | MDB     | Erasmo Martins Pedro                            | GB 1970  |
|        | Maranhão            | MA    | Pedro Santana                                    | ARENA   | Colares Moreira                                 | MA 1970  |
|        | Mato Grosso         | MT    | José Fragelli                                    | ARENA   | José Monteiro de Figueiredo                     | MT 1970  |
|        | Minas Gerais        | MG    | Rondon Pacheco                                   | ARENA   | Celso Machado                                   | MG 1970  |
|        | Pará                | PA    | Fernando Guilhon                                 | ARENA   | Newton Barreira                                 | PA 1970  |
|        | Paraíba             | PB    | Ernani Sátiro                                    | ARENA   | Clóvis Bezerra                                  | PB 1970  |
|        | Paraná              | PR    | Haroldo Leon Peres Parigot de Souza Emílio Gomes | ARENA   | Parigot de Souza João Mansur Jayme Canet Júnior | PR 1970  |
|        | Pernambuco          | PE    | Eraldo Gueiros                                   | ARENA   | Barreto Guimarães                               | PE 1970  |
|        | Piauí               | PI    | Alberto Silva                                    | ARENA   | Sebastião Leal                                  | PI 1970  |
|        | Rio de Janeiro      | RJ    | Raimundo Padilha                                 | ARENA   | Teotônio Araújo                                 | RJ 1970  |
|        | Rio Grande do Norte | RN    | Cortez Pereira                                   | ARENA   | Tertius Rebelo                                  | RN 1970  |
|        | Rio Grande do Sul   | RS    | Euclides Triches                                 | ARENA   | Edmar Fetter                                    | RS 1970  |
|        | Santa Catarina      | SC    | Colombo Sales                                    | ARENA   | Atílio Fontana                                  | SC 1970  |
|        | São Paulo           | SP    | Laudo Natel                                      | ARENA   | Rodrigues Filho                                 | SP 1970  |
|        | Sergipe             | SE    | Paulo Barreto                                    | ARENA   | Adalberto Moura                                 | SE 1970  |

## Senadores eleitos em 1970
| Bandeira | Estado              | Sigla | Eleitos em 1970                                 | Partido   | Suplentes                                                    |
| -------- | ------------------- | ----- | ----------------------------------------------- | --------- | ------------------------------------------------------------ |
|          | Acre                | AC    | Geraldo Mesquita José Guiomard                  | ARENA     | Altevir Leal Jorge Lavocat                                   |
|          | Alagoas             | AL    | Arnon de Melo Luís Cavalcanti                   | ARENA     | João Lúcio da Silva Medeiros Neto                            |
|          | Amazonas            | AM    | José Esteves José Lindoso                       | ARENA     | Braga Júnior Ney Rayol                                       |
|          | Bahia               | BA    | Heitor Dias Rui Santos                          | ARENA     | Cícero Dantas Josafá Azevedo                                 |
|          | Ceará               | CE    | Virgílio Távora Wilson Gonçalves                | ARENA     | José Dias de Macedo Uchôa Lima                               |
|          | Espírito Santo      | ES    | Eurico Resende João Calmon                      | ARENA     | Pedro Ceolin Dulcino Monteiro de Castro                      |
|          | Goiás               | GO    | Benedito Ferreira Emival Caiado Osires Teixeira | ARENA     | José Caixeta Leoni Mendonça Elias Abraão                     |
|          | Guanabara           | GB    | Benjamin Farah Danton Jobim Nelson Carneiro     | MDB       | Osvaldo Aranha Filho José Maria de Carvalho Gurgel do Amaral |
|          | Maranhão            | MA    | Alexandre Costa José Sarney                     | ARENA     | Alfredo Duailibe Odilo Costa Filho                           |
|          | Mato Grosso         | MT    | Filinto Müller Saldanha Derzi                   | ARENA     | Italívio Coelho João Ponce de Arruda                         |
|          | Minas Gerais        | MG    | Gustavo Capanema Magalhães Pinto                | ARENA     | Monteiro de Castro Último de Carvalho                        |
|          | Pará                | PA    | Catete Pinheiro Renato Franco                   | ARENA     | Cláudio Dias Flávio Moreira                                  |
|          | Paraíba             | PB    | Domício Gondim Milton Cabral                    | ARENA     | José Medeiros Vieira Flaviano Coutinho                       |
|          | Paraná              | PR    | Acioly Filho Matos Leão                         | ARENA     | Milton Menezes Vilela de Magalhães                           |
|          | Pernambuco          | PE    | Paulo Guerra Wilson Campos                      | ARENA     | Murilo Paraíso Augusto Novaes                                |
|          | Piauí               | PI    | Fausto Gaioso Helvídio Nunes                    | ARENA     | Walterdes Sampaio Jesus Tajra                                |
|          | Rio de Janeiro      | RJ    | Amaral Peixoto Vasconcelos Torres               | MDB ARENA | Zulmar Batista de Almeida Ricardo Azevedo Viana              |
|          | Rio Grande do Norte | RN    | Dinarte Mariz Jessé Freire                      | ARENA     | Osmundo Faria Álvaro Mota                                    |
|          | Rio Grande do Sul   | RS    | Daniel Krieger Tarso Dutra                      | ARENA     | Gay da Fonseca Heitor Galant                                 |
|          | Santa Catarina      | SC    | Lenoir Vargas Konder Reis                       | ARENA     | Genésio Reis Otair Becker                                    |
|          | São Paulo           | SP    | Franco Montoro Orlando Zancaner                 | MDB ARENA | Tito Costa Otto Lehmann                                      |
|          | Sergipe             | SE    | Augusto Franco Lourival Baptista                | ARENA     | Dilton Rodrigues da Costa Silvio Antônio Leite Neto          |

## Câmara dos Deputados em 1970
Das 310 cadeiras em disputa, maioria coube à ARENA, que ficou com 223 cadeiras e o MDB ficou só com 87 cadeiras.